# Regeringskrisen i Sverige 2021
Regeringskrisen i Sverige 2021 inleddes efter att en misstroendeförklaring först hotade och den 21 juni 2021 fällde regeringen Löfven II. Det var den första gången en svensk statsminister fälldes i en misstroendeomröstning.
Sverigedemokraterna lämnade yrkandet på misstroendeförklaring till Sveriges riksdags talman, efter att Vänsterpartiet tillkännagett att de tappat förtroendet för regeringen. Vänsterpartiet reagerade på ett utredningsförslag om införande av fri hyressättning vid nyproduktion – enligt punkt 44 i januariavtalet – som gått ut på remiss.
Detta var den andra regeringskrisen som drabbade Stefan Löfven som statsminister. Den första ägde rum 2014 under Regeringen Löfven I.
Den 7 juli 2021 röstade riksdagen ja till Stefan Löfven som statsminister vilket ledde till att Regeringen Löfven III kunde tillträda den 9 juli 2021.

## Bakgrund
Efter riksdagsvalet i Sverige 2018 stod Sverige med en övergångsregering i 131 dagar. Centerpartiet tillsammans med Liberalerna förhandlade med Socialdemokraterna och Miljöpartiet vilket resulterade i januariavtalet. Avtalet innebar, förutom att Socialdemokraterna och Miljöpartiet kunde bilda regering, att Centerpartiet och Liberalerna skulle få en del av sin politik genomförd. Vänsterpartiet hölls utanför avtalet men valde ändå att stötta regeringsbildningen. Centerpartiet förhandlade fram flera punkter i januariavtalet, bland annat ett förslag om att reformera lagen om anställningsskydd (LAS), något som fått stor kritik från fackförbunden och Vänsterpartiet. Centerpartiet fick också med en punkt om fri hyressättning i nyproduktion, mer känd som marknadshyror i medialt utrymme. Den statliga utredningen om fri hyressättning vid nyproduktion tillsattes av regeringen Löfven II i april 2020. Utredningen lämnade sitt slutbetänkande den 4 juni 2021. Utredningen sändes på remiss tre dagar senare till bland annat Hyresgästföreningen, Fastighetsägarna, myndigheter, kommuner och näringslivsföreträdare.
Redan 2018 hade den dåvarande partiledaren för Vänsterpartiet, Jonas Sjöstedt, formulerat röda linjer som villkor för sitt stöd till en regering, och sa att om ett förslag om marknadshyror skulle läggas fram i riksdagen skulle Vänsterpartiet  rösta emot regeringen i en misstroendeförklaring. Den 15 juni 2021 gick Vänsterpartiets partiledare Nooshi Dadgostar ut på en pressträff där hon gav Socialdemokraternas partiledare och Sveriges statsminister Stefan Löfven ett ultimatum, att inte införa marknadshyror. Dadgostar gav statsministern 48 timmar att återkomma med ett besked om de tänkte fortsätta med förslaget om fri hyressättning eller lägga ned förslaget. Om regeringen tänkte fortsätta med förslaget skulle Vänsterpartiet arbeta för en misstroendeförklaring. Det krävs 35 ledamöter för att lämna in en misstroendeförklaring, och Vänsterpartiet representeras av endast 27 ledamöter, 27 mandat, och de bad därför Moderaterna och Kristdemokraterna komplettera med ledamöter.

## Yrkandet om misstroendevotum
Den 17 juni löpte tiden ut för Stefan Löfven och Nooshi Dadgostar meddelade att de tänkte fälla regeringen. Jimmie Åkesson för Sverigedemokraterna kommenterade beslutet och gav sitt stöd och meddelade att de tänkte stödja en eventuell misstroendeförklaring i riksdagen och kort därefter lämnade Sverigedemokraterna in ett yrkande om misstroende mot statsminister Stefan Löfven. Sverigedemokraterna har begärt votering om misstroendeförklaring mot statsråd i Regeringen Löfven I och II även vid fyra tidigare tillfällen, 2015 till 2019, men har då inte samlat riksdagsmajoritet för misstroendeförklaring.
Både Ulf Kristersson för Moderaterna, och Ebba Busch för Kristdemokraterna, gick senare ut under samma dag att de inte haft något förtroende för Löfven och tänkte också rösta för att fälla Löfven. Detta innebar att det fanns en majoritet i riksdagen för att fälla den sittande regeringen. Samma dag kallade Löfven till pressträff där han menade att de övriga partierna var inne på "en farlig väg" eftersom de hotade att fälla regeringen mitt i en samhällskris.
Den 17 juni inbjöd regeringen Hyresgästföreningen till samtal, vilket föreningen först välkomnade. Den 19 juni meddelade Morgan Johansson att regeringen hade bjudit in bostadsmarknadens parter – Hyresgästföreningen, Fastighetsägarna och Sveriges Allmännytta – till ett digitalt möte den 30 juni för att försöka hitta en gemensam lösning på hyressättningen. Ida Gabrielsson, vice ordförande för Vänsterpartiet, kommenterade Johanssons besked med att Vänsterpartiet inte skulle komma att backa.
Den 20 juni kallade Löfven och Centerpartiets partiledare till presskonferens där de uppgav att januaripartierna öppnade för förhandling kring förslaget om fri hyressättning vid nyproduktion. Om bostadsmarknadens parter når en överenskommelse för reformerad hyresmodell senast i september så lägger regeringen förslag i linje med överenskommelsen, i annat fall genomförs utredningens förslag. Kort därefter kritiserade både Hyresgästföreningen och Nooshi Dadgostar Löfvens förslag till förhandling och beskrev det som ett hot, och inte som ett erbjudande om fria förhandlingar. Vidare krävde Dadgostar att punkt 44 i januariavtalet skulle strykas helt, det vill säga, förslaget om reformering av hyresmodellen. Hyresgästföreningen menade att regeringen måste ge dem det fulla mandatet. Vänsterpartiet menade att förslaget att parterna ska förhandla, och om de inte kommer överens så ska utredningens förslag gälla, sätter parterna i ojämlika sitsar. De menar att det inte finns någon anledning för fastighetsägarna att ge efter avseende "marknadshyror" enligt punkt 44, eftersom om de inte kommer överens gäller förslaget enligt utredningen.
Jimmie Åkesson motiverade sitt yrkande med att Sverigedemokraternas förtroende för Löfven är oförändrat, alltså fortsatt obefintligt, och skrev på Twitter att det är upp till Vänsterpartiet om de ska vika sig eller om Löfven kommer att fällas under omröstningen. Samma dag kallade Nooshi Dadgostar till presskonferens i riksdagen där hon uppgav att Vänsterpartiet hade visat en övermänsklig kompromissvilja. Vänsterpartiet var positiva till att diskutera hur det ska byggas fler bostäder i Sverige men kräver att förslaget om marknadshyror inte genomförs. Vidare uppgav Dadgostar att punkt 44 måste styrkas för att Vänsterpartiet ska rösta gult, det vill säga, avstå från att rösta i misstroendeomröstningen den 21 juni. Liberalernas partiledare Nyamko Sabuni kommenterade nyheten och förtydligade att januariavtalet inte längre skulle existera om regeringen Löfven skulle fällas.

## Reaktioner på yrkandet
Statsvetaren och politiska chefredaktören på Sydöstran, Stig-Björn Ljunggren menade att Löfven skulle återuppstå som statsminister likt Ingvar Carlsson 1990. Göran Greider, ledarskribent och chefredaktör för Dala-Demokraten menade att det bästa vore ett nyval för Socialdemokraterna där de kan driva sina egna frågor för att klart poängtera att de är emot marknadshyror. Lena Mellin, ledarskribent på Aftonbladet, tyckte att Vänsterpartiets agerande att vilja fälla Löfven men samtidigt vilja att han skulle sitta kvar, var det 'snurrigaste' som hon varit med om under hela sin tid som politisk reporter. Vidare har flera andra ledarskribenter för bland annat Expressen, Dagens Nyheter, Svenska Dagbladet, Arbetet och Folkbladet kommenterat händelsen och de tror på ett starkare Vänsterparti som inte längre agerar dörrmatta åt Socialdemokraterna.
Gudrun Schyman, tidigare partiledare för både Vänsterpartiet och för Feministiskt initiativ, menade att Vänsterpartiet gör som de sagt att de ska göra från början. Hon klarlade med att "de stöder den här regeringen under förutsättning att de här två frågorna inte skulle behandlas: Arbetsrätten och hyrorna". Den tidigare partiledaren för Vänsterpartiet Ulla Hoffmann har sagt att i ett läge som detta saknar hon Göran Persson eftersom han hade varit förberedd och kollat upp alla utgångar.
Tomas Tobé, EU-parlamentariker för Moderaterna skrev en debattartikel i Aftonbladet där han kritiserar Annie Lööf och menar att hon gjort en u-sväng från Alliansen till att bli ett S-stödparti.

## Votering i riksdagen
Den 21 juni genomfördes misstroendeomröstningen i riksdagen. Partiernas företrädare höll anföranden där de angav sina skäl för hur de tänkte rösta. Moderaterna motiverade sitt stöd till misstroendeförklaringen med att man var emot Januariöverenskommelsen från början, och att Löfven inte har lyckats samla stöd för sin politik i riksdagen, utan aldrig förr har riksdagen enats om så många initiativ som kör över regeringen.
Misstroendeomröstningen ägde rum under måndagen den 21 juni 2021 klockan 10:00, och riksdagens kammare biföll yrkandet om misstroendeförklaring mot statsminister Löfven. Det var första gången som ett svenskt statsråd fälldes i misstroendeomröstning.
Med anledning av Coronaviruspandemin 2019–2021 kom riksdagspartiernas gruppledare överens om att endast 55 ledamöter skulle närvara vid omröstning i kammaren. Vid en misstroendeomröstning krävs att minst 175 ledamöter måste rösta ja till förslaget. Den tidigare överenskommelsen om att endast 55 ledamöter ska vara på plats kom inte att tillämpas i samband med den här omröstningen. Detta kritiserades i svensk media från ledarskribenter som menar att voteringen kunde bli ett superspridare av covid. Även Anders Åkesson, riksdagsledamot för Centerpartiet, tyckte att det känns tveksamt och olustigt att alla 349 ledamöter skulle kallas in till riksdagen med tanke på de rådande omständigheterna. Annika Hirvonen, riksdagsledamot för Miljöpartiet, var orolig för att ledamöter med sjukdomssymptom kom till att närvara vid voteringen i ett läge där de egentligen borde stannat hemma. Riksdagens talman Andreas Norlén bjöd in alla gruppledare i riksdagen den 19 juni för att gå igenom de praktiska detaljerna inför voteringen. Folkhälsomyndigheten närvarade också vid mötet. Norlén hävdade att Folkhälsomyndighetens bedömning var att risken för smittspridning under voteringen var låg i kammaren. Johan Carlson, generaldirektör för Folkhälsomyndigheten menade att de åtgärder som tagits fram inför voteringen var både rimliga och relevanta i sammanhanget.
Den 14 juni 2021 hävdes munskyddsrekommendationen i riksdagen men under voteringen återinfördes rekommendationen tillfälligt.
| Resultat av votering        | Resultat av votering | Resultat av votering | Resultat av votering | Resultat av votering | Resultat av votering |
| --------------------------- | -------------------- | -------------------- | -------------------- | -------------------- | -------------------- |
| Partier                     | Partier              | Ja                   | Nej                  | Avstår               | Frånvarande          |
| S                           |                      | 0                    | 94                   | 0                    | 6                    |
| M                           |                      | 70                   | 0                    | 0                    | 0                    |
| SD                          |                      | 62                   | 0                    | 0                    | 0                    |
| C                           |                      | 0                    | 0                    | 30                   | 1                    |
| V                           |                      | 27                   | 0                    | 0                    | 0                    |
| KD                          |                      | 22                   | 0                    | 0                    | 0                    |
| L                           |                      | 0                    | 0                    | 19                   | 0                    |
| MP                          |                      | 0                    | 15                   | 0                    | 1                    |
| Partilös                    |                      | 0                    | 0                    | 2                    | 0                    |
| Totalt resultat av votering |                      |                      |                      |                      |                      |
| Totalt                      | Totalt               | 181                  | 109                  | 51                   | 8                    |

## Efter voteringen
Stefan Löfven kallade till en pressträff strax efter voteringen. Vid pressträffen ville Löfven understryka att regeringen avvisar marknadshyror och beklagar att Vänsterpartiet avvisade den vägen framåt. Kort efter höll Nyamko Sabuni pressträff där hon gav beskedet att Liberalerna i talmansrundor eller i ett extraval kommer att eftersträva en borgerlig regering. Efter Sabuni höll Nooshi Dadgostar pressträff där hon beklagade men förtydligade att Vänsterpartiet hade gjort allt de kunnat för att den här dagen inte skulle komma. I talmansrundor eller i ett extraval kommer Vänsterpartiet att stödja Löfven som statsminister om hans regering lovar att inte kommer införa marknadshyror.
Efter misstroendeförklaringen hade Löfven en vecka på sig att antingen utlysa extraval eller att avgå som statsminister. I och med att Löfven valde att avgå kommer Andreas Norlén genomföra talmansrundor samtidigt som Löfven leder en övergångsregering. Om Löfven hade utlyst extraval hade det behövt hållas inom tre månader, med slutdatum i september 2021. Om ett extraval hade utlysts hade det ordinarie valet ändå genomförts 2022.
Den 23 juni meddelade Annie Lööf att Centerpartiet backar från förslaget om fri hyresättning i nyproduktion. Vidare ville partiet se nya förhandlingar om januariavtalet och stryka punkt 44 från avtalet. Liberalerna som lämnat januariavtalet står fast vid sitt beslut att endast stödja en liberal, borgerlig regering och tackade nej till att förhandla med Centerpartiet. Löfven välkomnade Centerpartiets besked och tyckte att det är en konstruktiv väg framåt. Även Dadgostar och Miljöpartiets språkrör Per Bolund välkomnade beskedet. Socialdemokraterna hoppas att Liberalerna "tar sig tid" att noga utvärdera Centerpartiets förslag om att slopa punkt 44 i januariavtalet.
I Sveriges riksdag från mandatperioden 2018–2022 finns två politiska vildar, Emma Carlsson Löfdahl (tidigare L) och Amineh Kakabaveh (tidigare V). Om Socialdemokraterna, Centerpartiet, Miljöpartiet och Vänsterpartiet röstar ja till Löfven som statsminister i en ny omröstning samlar de ihop 174 mandat, vilket är 1 mandat från att vara tillräckligt många för att Löfven ska kunna accepteras som statsminister. Detta innebär att om Löfdahl eller Kakabaveh röstar ja till Löfven som statsminister finns det tillräckligt med ja-röster för att rösta igenom Löfven som statsminister. Tidigare under 2018 röstade Helena Lindahl, riksdagsledamot för Centerpartiet, för Ulf Kristersson som statsminister. Skulle Lindahl göra det igen måste både Löfdahl och Kakabaveh rösta ja till Löfven i nästa statsministeromröstning.
Den 28 juni 2021 meddelade Löfven att han avgår som statsminister. Stefan Löfven kommer därmed att leda en övergångsregering under Norléns talmansrundor. Den 29 juni meddelade Norlén under en pressträff att han givit Ulf Kristersson i uppdrag att sondera förutsättningarna för att bilda en regering. Den 1 juli meddelade Kristersson att han ger upp försöken att bilda regering då parlamentariska förutsättningar saknats.

## Prövning av förslag till statsminister

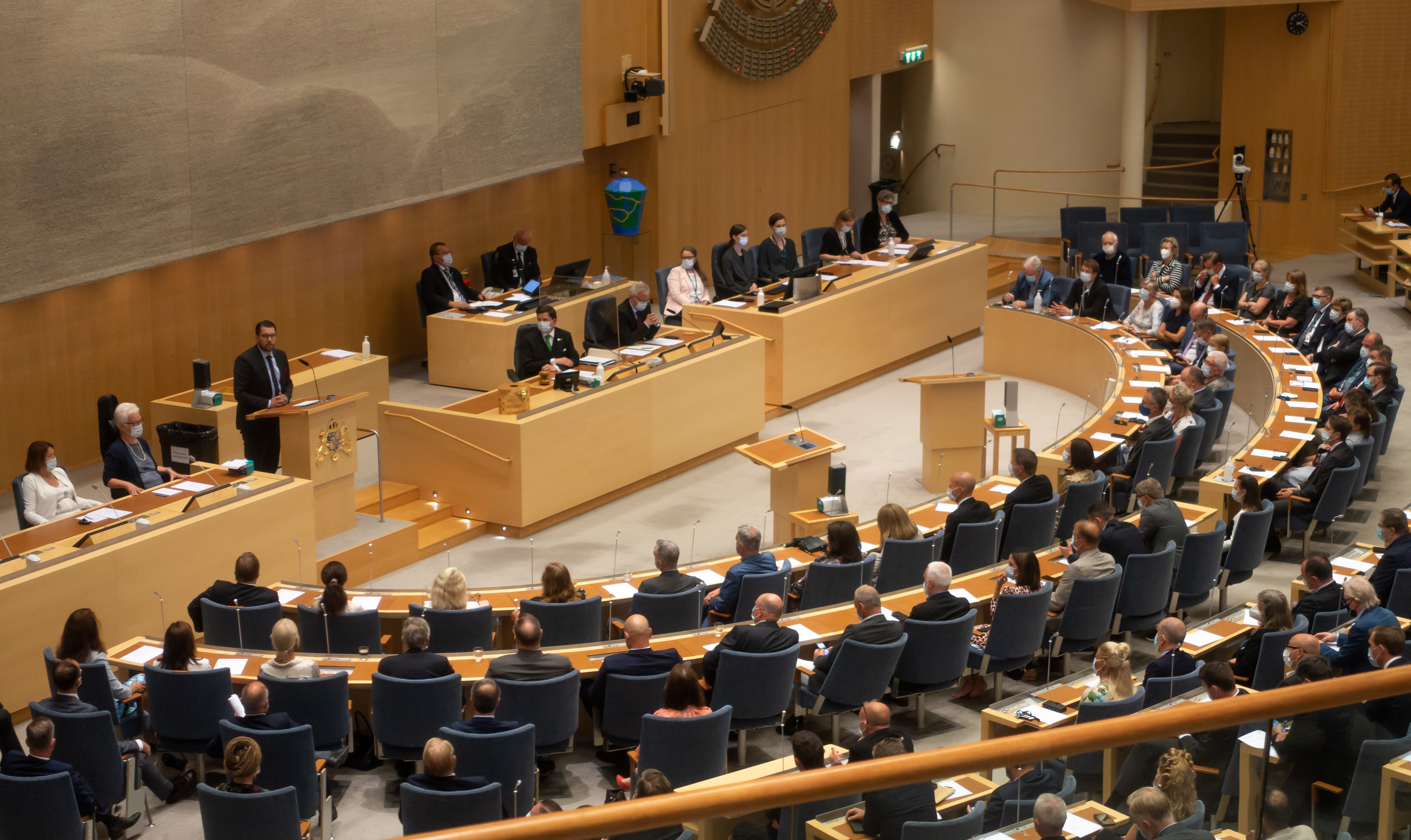
Jimmie Åkesson (SD) i talarstolen inför statsministeromröstningen 2021.

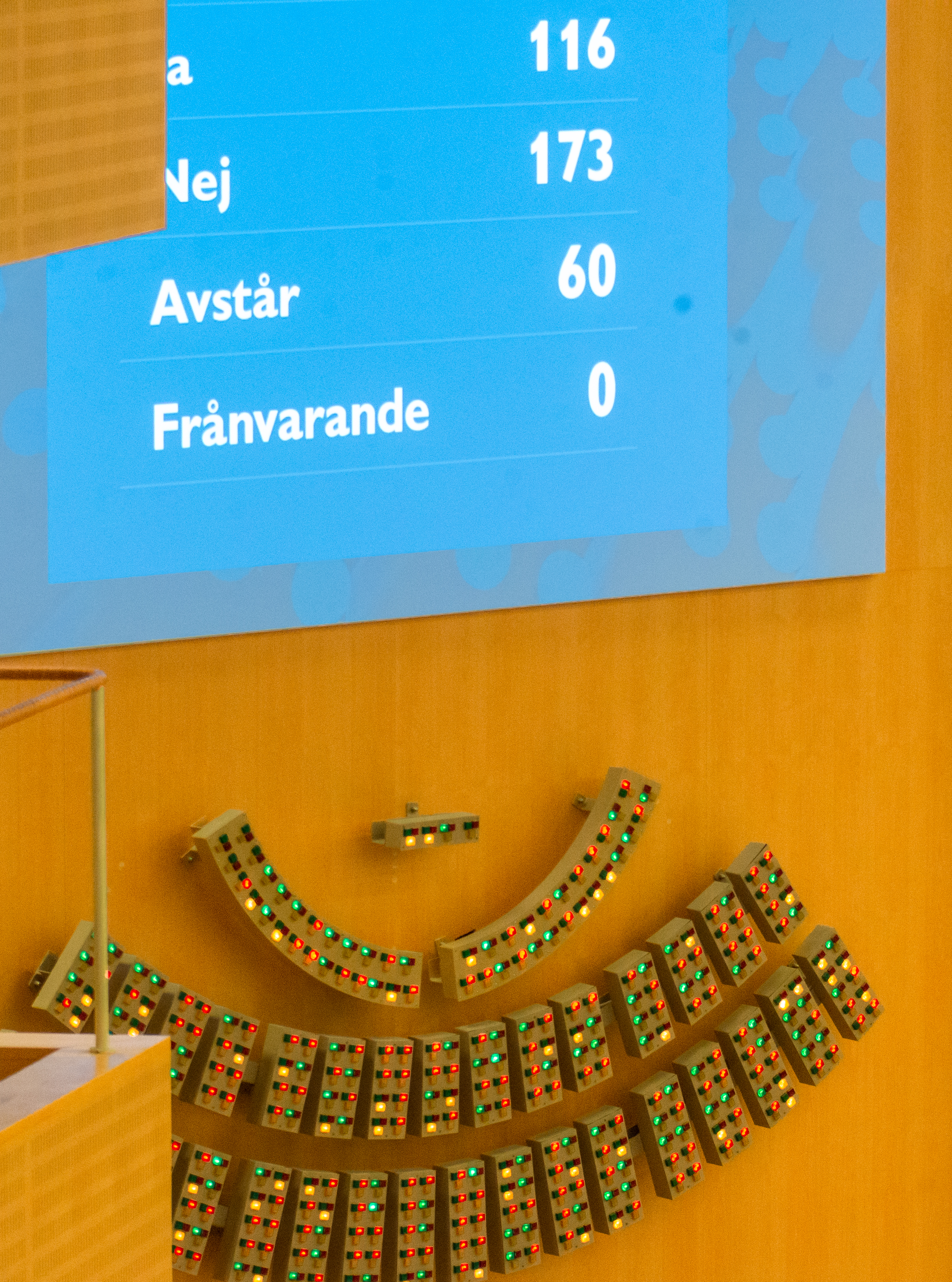
Statsministeromröstningen i riksdagen den 7 juli 2021 har just genomförts.

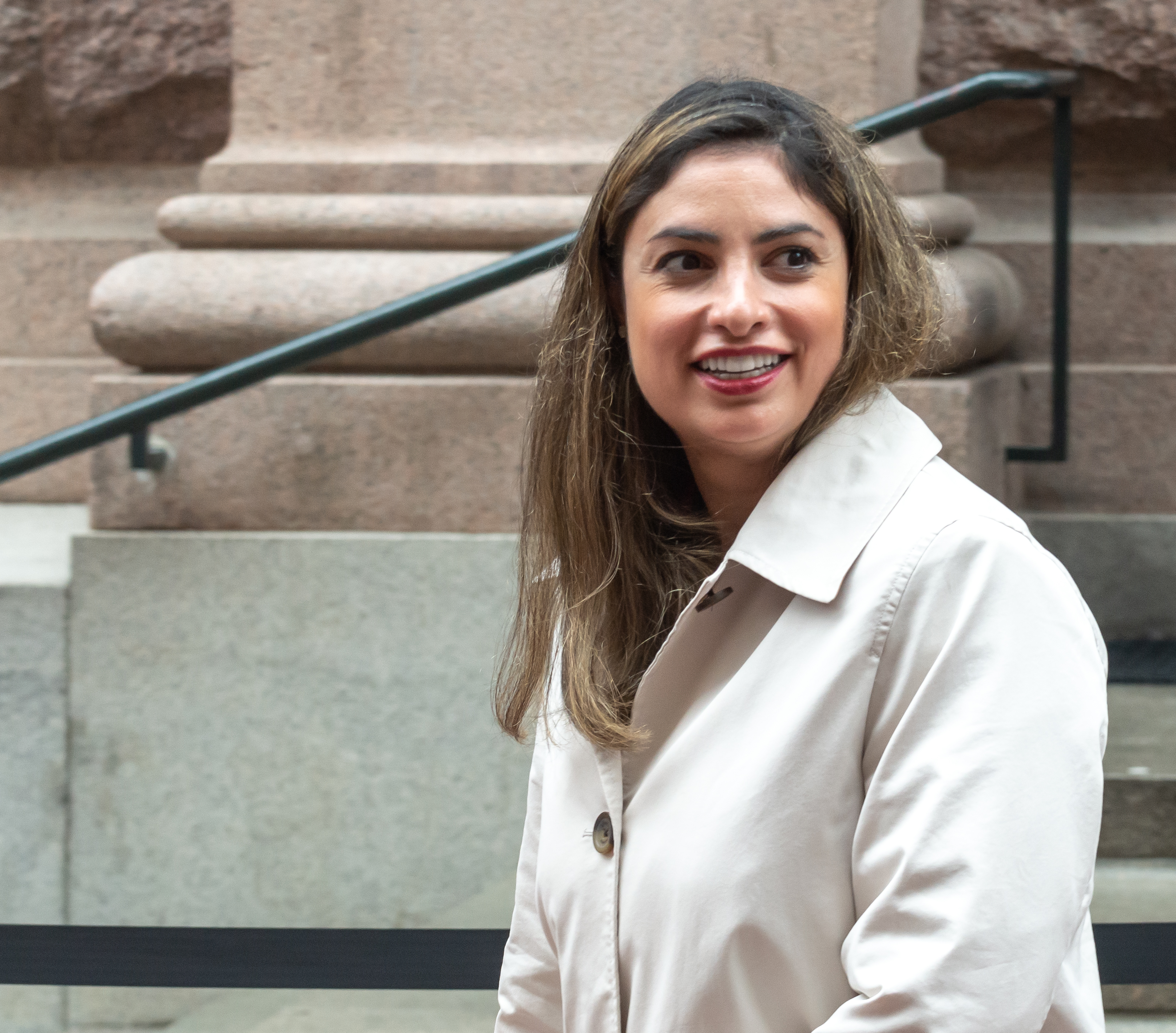
En nöjd Nooshi Dadgostar lämnar riksdagen den 7 juli efter att lagt ner sin och (V):s röster i statsministeromröstningen.

Den 7 juli 2021 blev Stefan Löfven omvald till statsminister. Moderaterna, Sverigedemokraterna, Kristdemokraterna, alla ledamöter för Liberalerna förutom en samt en partilös (f.d. liberal) röstade nej. Nina Lundström trotsade partilinjen och avstod från att rösta med motiveringen att: "L lovade inför valet 2018 att inte samarbeta eller regera med stöd av SD. Det var ett mycket viktigt budskap till väljarna".
| Resultat av votering        | Resultat av votering | Resultat av votering | Resultat av votering | Resultat av votering | Resultat av votering |
| --------------------------- | -------------------- | -------------------- | -------------------- | -------------------- | -------------------- |
| Partier                     | Partier              | Ja                   | Nej                  | Avstår               | Frånvarande          |
| S                           |                      | 100                  | 0                    | 0                    | 0                    |
| M                           |                      | 0                    | 70                   | 0                    | 0                    |
| SD                          |                      | 0                    | 62                   | 0                    | 0                    |
| C                           |                      | 0                    | 0                    | 31                   | 0                    |
| V                           |                      | 0                    | 0                    | 27                   | 0                    |
| KD                          |                      | 0                    | 22                   | 0                    | 0                    |
| L                           |                      | 0                    | 18                   | 1                    | 0                    |
| MP                          |                      | 16                   | 0                    | 0                    | 0                    |
| Partilös                    |                      | 0                    | 1                    | 1                    | 0                    |
| Totalt resultat av votering |                      |                      |                      |                      |                      |
| Totalt                      | Totalt               | 116                  | 173                  | 60                   | 0                    |

## Ny regering tillträder
Regeringen tillträdde den 9 juli 2021 efter det att statsministern för riksdagen presenterat sina statsråd, samt att han därefter med dessa blivande statsråd deltog i en regeringsskifteskonselj med konung Carl XVI Gustaf, Kronprinsessan Victoria och Riksdagens talman Andreas Norlén i Konseljsalen på Kungliga slottet.
Det var inga förändringar alls jämfört med övergångsregeringen, och endast att landsbygdsministerns frågor organiserades av näringsminister Ibrahim Baylan jämfört med regeringen Löfven II. Landsbygdsministern Jennie Nilsson lämnade det uppdraget under övergångsregeringen och återgick till sin plats som riksdagsledamot. Det blev då hon som röstade i kammaren, vilket säkerställde en röst för Stefan Löfven som statsminister. Hennes ersättare, Sara Heikkinen Breitholtz, hade tidigare uppmanats lämna sin post och var sjukskriven och det var osäkert om hon skulle ha deltagit och i så fall hur hon skulle ha röstat.
Stefan Löfven leder därmed Regeringen Löfven III.